# Batalion ON „Gdynia III”

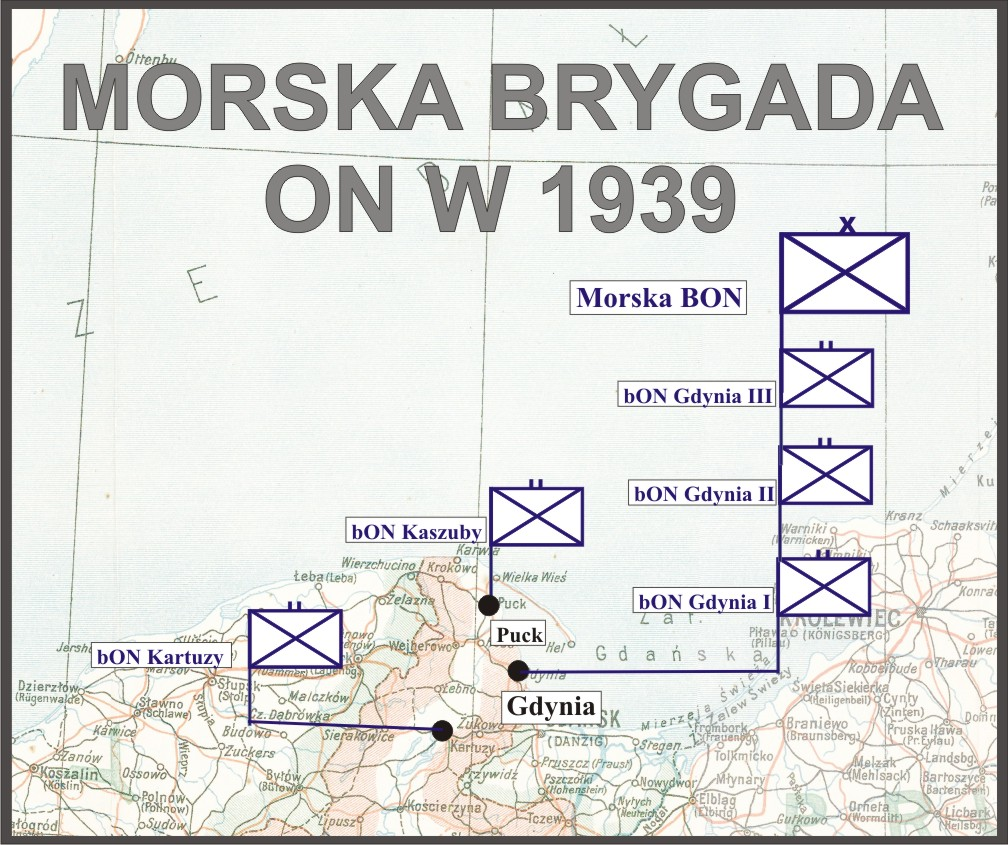
Morska Brygada ON

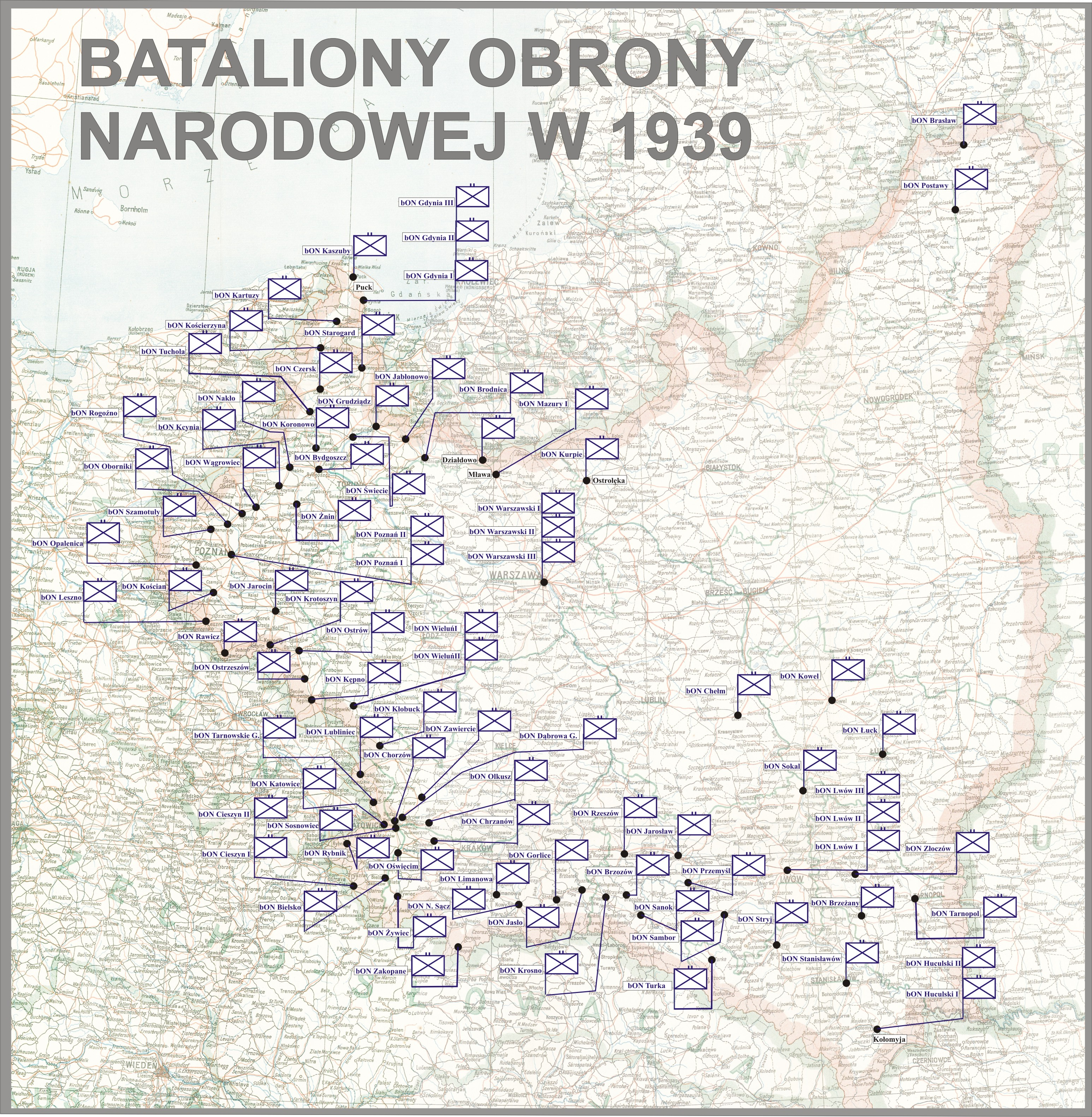
Obrona Narodowa w 1939

III Gdyński Batalion Obrony Narodowej – pododdział piechoty Wojska Polskiego II RP.

## Formowanie i zmiany organizacyjne
Batalion został sformowany  w okresie od 26 sierpnia do 11 września 1939 roku, w Gdyni, w składzie Morskiej Brygady ON, według etatu batalionu typu IV. Do 31 sierpnia 1939 roku jednostka nie osiągnęła gotowości bojowej. Stan ewidencyjny liczył około 70% stanu etatowego tj. 602 żołnierzy uzbrojonych początkowo w 370 kb różnych typów. Broń strzelecka (różnych typów) sukcesywnie uzupełniana z formacji tyłowych i zdobyczy w dniu 11-12 września pokrywała w całości potrzeby etatowe trzech kompanii strzeleckich i plutonu zwiadowców ponadto 3-5 ckm wz. 08 i kilkanaście rkm i lkm (Chauchat wz.1915 i Maxim wz. 08/15) jeden zdobyczny moździerz i hełmy na większość stanu osobowego. Braki w uzbrojeniu i umundurowaniu zmusiły dowództwo jednostki do zwolnienia części rezerwistów. W ostatniej dekadzie sierpnia 1939 roku, w Gdańsku, Niemcy zatrzymali transport z uzbrojeniem i wyposażeniem dla batalionu. Pod względem mobilizacji materiałowej pododdział był przydzielony do 2 Morskiego Batalionu Strzelców w Gdyni.
W kampanii wrześniowej jednostka walczyła w Obronie Wybrzeża.

## Organizacja i obsada personalna
- dowódca batalionu – mjr Franciszek Piotrowiak
- adiutant batalionu – ppor. Jan Weinar[3]
- dowódca kompanii „Gdynia VII” – por. Hipolit Walkowski
- dowódca kompanii „Gdynia VIII” – por. Ignacy Mirewicz
- dowódca kompanii „Gdynia IX” – kpt. Stanisław Kubarski